# Острво Рајкерс
Острво Рајкерс је острво од 167.20 хектара у Ист Риверу између Квинса и Бронкса које садржи главни затворски комплекс Њујорка у Сједињеним Америчким Државама.  Названо по Абрахаму Рикену, који је преузео острво 1664. године, острво је првобитно било испод 100 хектара, али је од тада нарастао на више од 160 хектара. 
Острво је дом једне од највећих светских поправних установа и установа за ментално здравље  и описано је као најпознатији затвор у Њујорку.  Комплекс, којим управља Одељење за поправне послове града Њујорка, има буџет од 860 долара милиона годишње, особље од 9.000 официра и 1.500 цивила који управљају 100.000 пријема годишње и просечна дневна популација од 10.000 затвореника.  Већина (85%) притвореника су оптужени у истражном поступку, који се држе уз кауцију или им је одређен притвор. Остатак становништва је осуђен и служи кратке казне. 
Острво Рајкерс има репутацију по насиљу, злостављању и занемаривању затвореника, што је довело до појачаног надзора штампе и судства, што је резултирало бројним пресудама против владе Њујорка и бројним нападима затвореника на униформисано и цивилно особље, што је довело до често озбиљних повреда. У мају 2013, Острво Рајкерс је рангиран као један од десет најгорих поправних установа у Сједињеним Државама. 

## О острву
Комплекс острва Рајкерс, који се састоји од десет затвора, држи локалне преступнике који чекају суђење, издржавају казну од годину дана или мање или су тамо привремено смештени до преласка у другу установу.  Острво Рајкерс стога није затвор према америчкој терминологији, који обично држи преступнике на издржавању дуготрајних казни. У њему се налази 10 од 15 објеката Одељења за поправне казне града Њујорка и може да прими до 15.000 притвореника.  
Град је изразио жељу да отвори затвор за мушкарце на острву Рајкерс још 1925. године, како би заменио њихов преоптерећен и оронули затвор на острву благостања, садашњем Рузвелтовом острву; затвор је отворен 1932. године. 
У априлу те 2016 године, Глен Е. Мартин је покренуо кампању која је позивала на затварање затворског комплекса на острву Рајкерс. 
У августу 2014, амерички тужилац Јужног округа Њујорка, Прит Барара, објавио је извештај у којем осуђује систематско злостављање и кршење уставних права затвореника. Упркос овом и многим другим инцидентима злостављања, тек неколико поправних службеника је успешно процесуирано или чак смењено са својих позиција. Дана 4. августа 2014, поменути амерички тужилац за јужни округ Њујорка, издао је опасан извештај о поступању према малолетним затвореницима у Рајкерсу.  У извештају се детаљно описује честа употреба насиља од стране чувара, укључујући „пуцање у главу“ (ударце у главу или лице), посебно у областима без видео надзора. Ово насиље се врши као казна или одмазда над затвореницима, или „Као одговор на вербалне обрачуне затвореника са службеницима“. 